# 沃爾納特格羅夫 (喬治亞州)
沃爾納特格羅夫（英語：Walnut Grove）是一個位於美國喬治亞州沃爾頓縣的城鎮。

## 地理
沃爾納特格羅夫的座標為33°44′44″N 83°51′26″W / 33.74556°N 83.85722°W，而該地的平均海拔高度為281米（即922英尺）。

## 人口
根據2010年美國人口普查的數據，沃爾納特格羅夫的面積為3.90平方千米，當中陸地面積為3.90平方千米，而水域面積為0.00平方千米。當地共有人口1330人，而人口密度為每平方千米341人。